# Kang Seok-woo
Kang Seok-woo (en hangul, 강석우); nacido el 1 de octubre de 1957 en Seúl, Corea del Sur), es un actor surcoreano.

## Dramas
- Adiós, Tierra (Netflix, previsto en 2024)[1]
- Home for Summer (KBS1, 2019)
- Father is Strange (KBS2, 2017)
- Glorious Day (SBS, 2014)
- Will You Love And Give It Away (MBC, 2013)
- Can We Get Married? (JTBC, 2012)
- Smile, Dong Hae (KBS1, 2010)
- Smile, You (SBS, 2009)
- You're My Destiny (KBS1, 2008)
- Landscape in My Heart (KBS1, 2007)
- Pure 19 (KBS1, 2006)
- Wedding (KBS2, 2005)
- Sharp 2 (KBS2, 2005)
- Love is All Around (MBC, 2004)
- Age of Heroes (MBC, 2004)
- Sharp 1 (KBS2, 2003)
- Confession (MBC, 2002)
- Splendid Days (SBS, 2001)
- Housewife Rebellion (MBC, 2001)
- Love Cruise 사랑의 유람선 (KBS, 2000)
- Look Back in Anger (KBS2, 2000)
- School 1 (KBS2, 1999)
- The Royal Way (KBS1, 1991)
- Aim for Tomorrow (MBC, 1998)
- Queen Inhyeon (MBC, 1988)

## Enlaces
- Perfil (Nate)
- Perfil (Daum)
- HanCinema

- Datos: Q12582919